# XPeng
XPeng, ou Guangzhou Xiaopeng Motors Technology Co Ltd (广州小鹏汽车科技有限公司) en version longue, est un constructeur automobile chinois spécialisé dans la production de véhicules automobiles électriques, fondé en 2014 et basé à Canton.

## Présentation
XPeng est fondé en 2014 à Canton par Xia Heng et He Tao. À son lancement, le constructeur est soutenu par Lei Jun, fondateur de Xiaomi, et He Xiaopeng, ancien dirigeant d’Alibaba.com et actuel PDG de Xpeng.
En août 2023, le constructeur allemand Volkswagen investit 650 millions de dollars dans XPeng et prend 4,99 % du capital.

## Gamme
XPeng produit entre autres les Xpeng G3 (améliorée en G3i en automne 2021), XPeng P5, XPeng P7 (améliorée en P7i en mars 2023) et la XPeng G9 et prévoit sortie de la Xpeng X2 en 2024, voiture volante autonome.
- XPeng P7 (2020-présent), berline intermédiaire
- XPeng P5 (2021-présent), berline compacte
- XPeng G9 (2022-présent), SUV intermédiaire
- XPeng G6 (2023-présent), SUV intermédiaire
- XPeng G3 (2018-présent), SUV compact

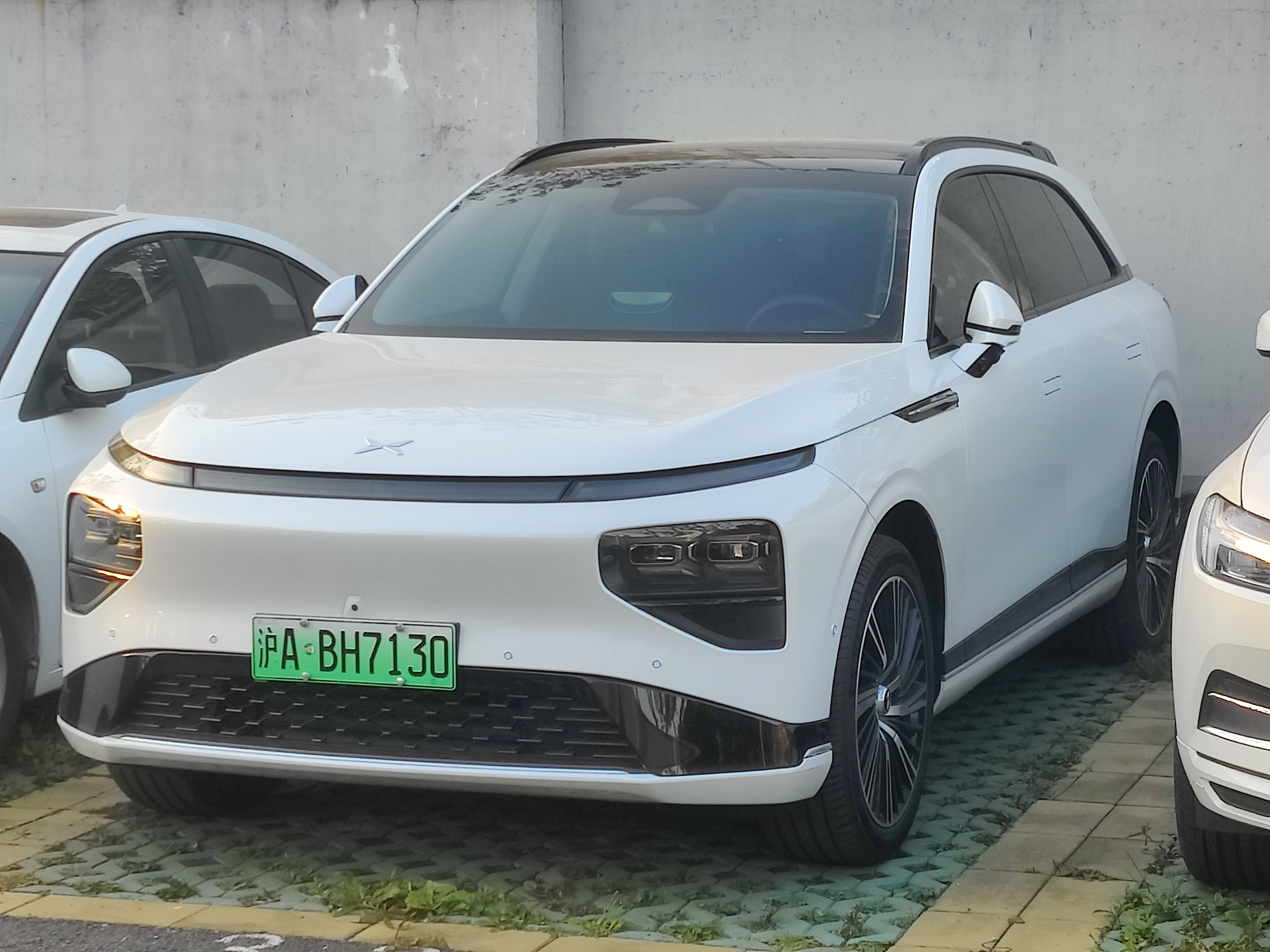
XPeng G9
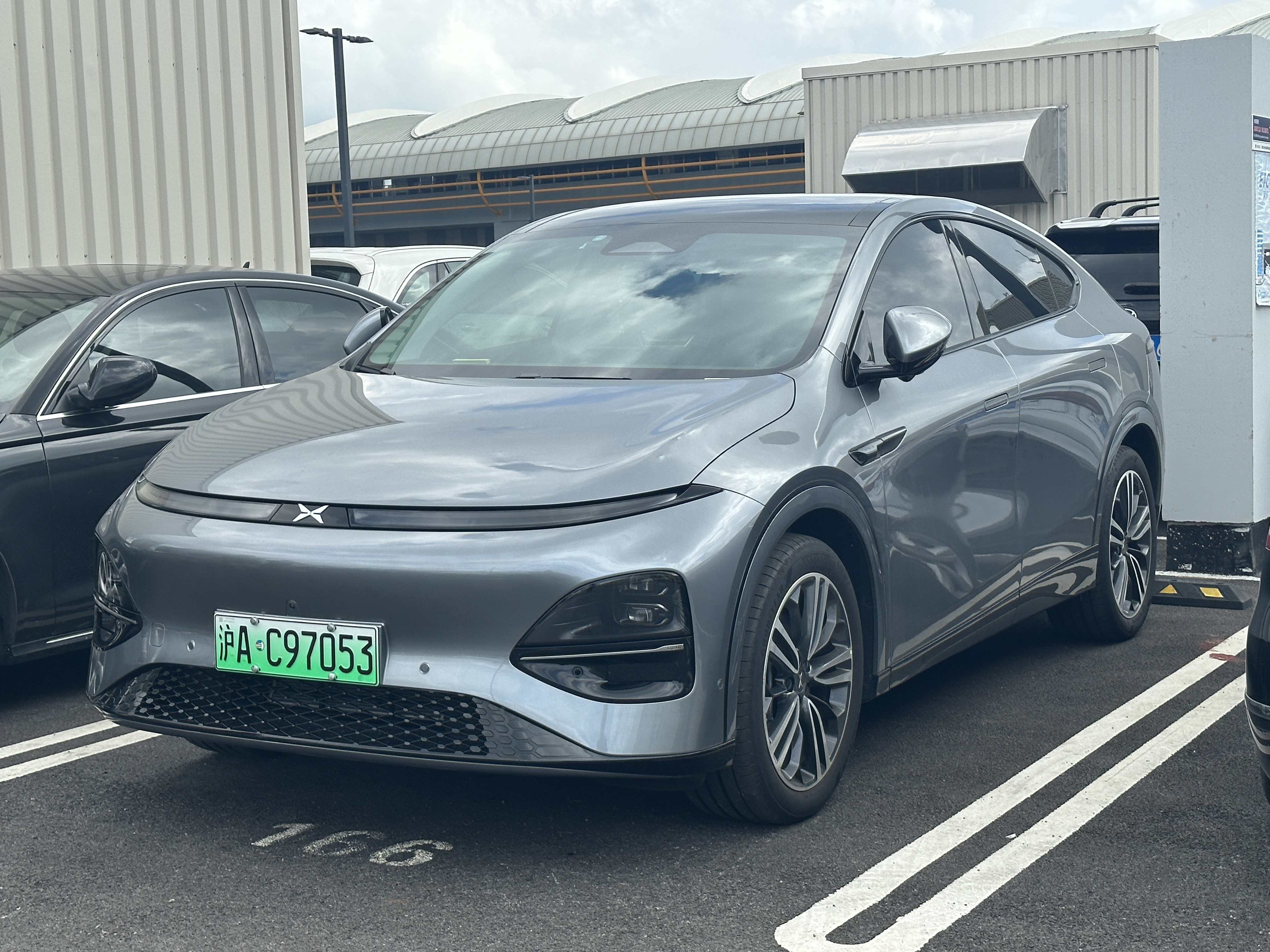
XPeng G6
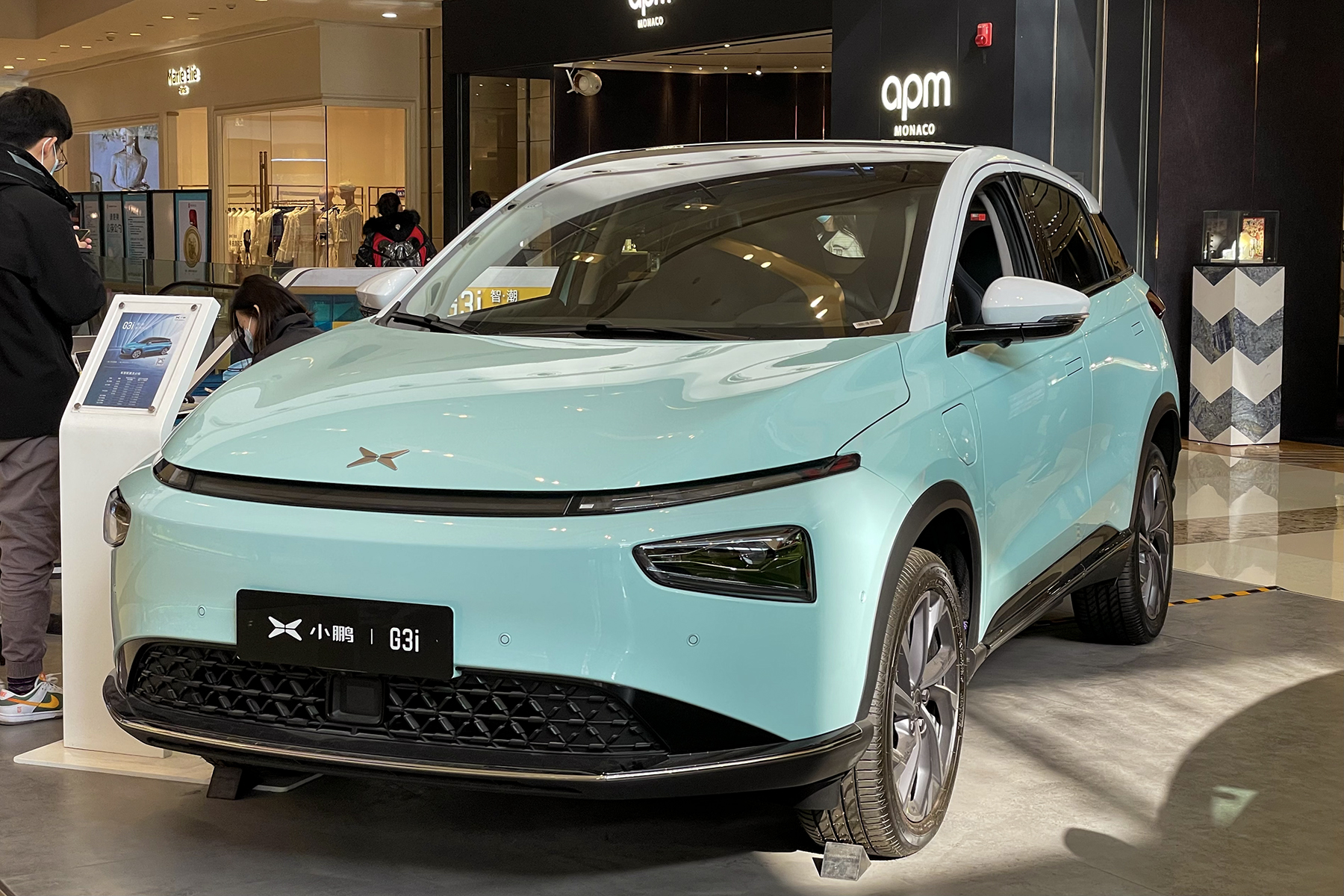
XPeng G3i
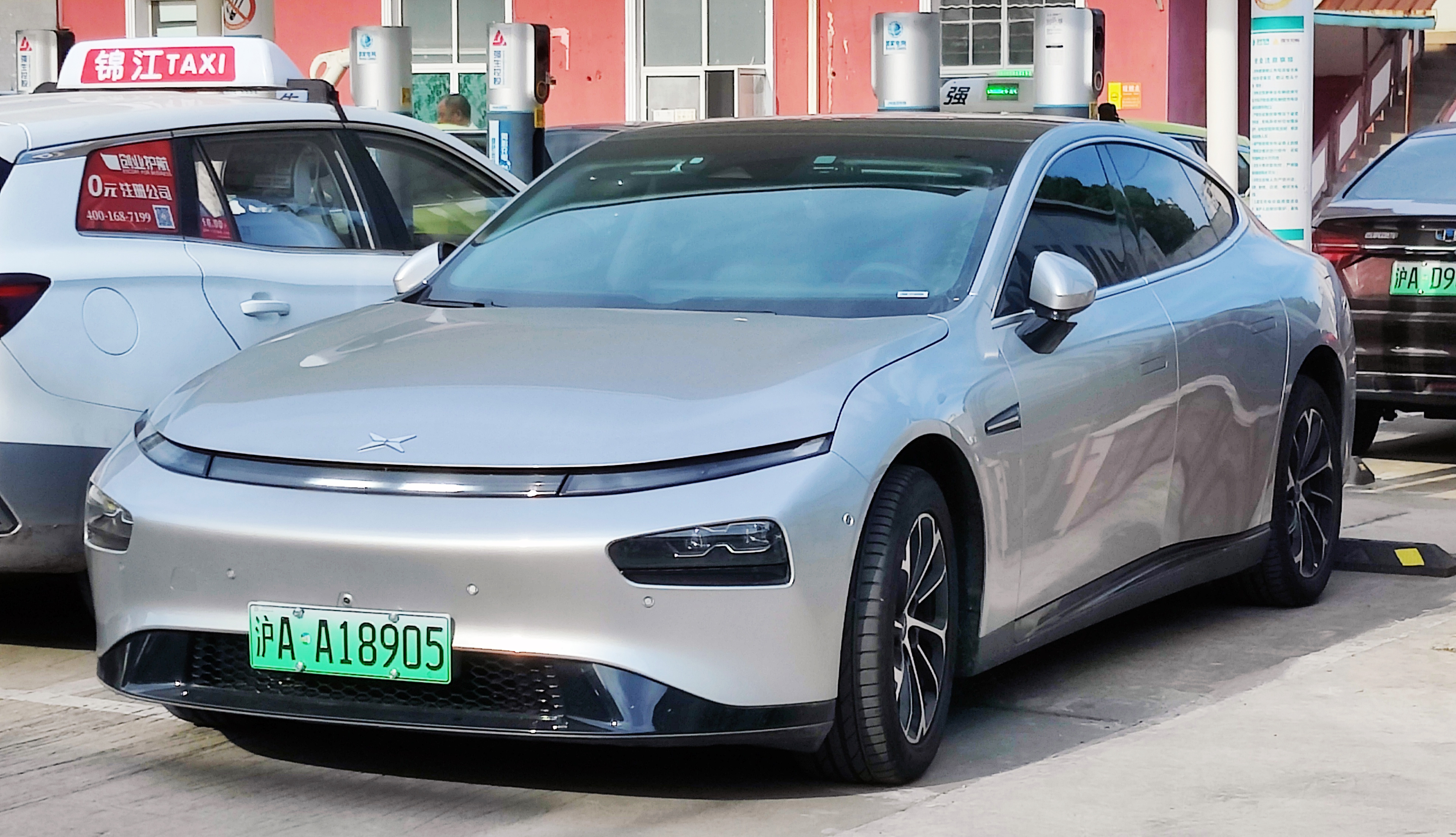
XPeng P7
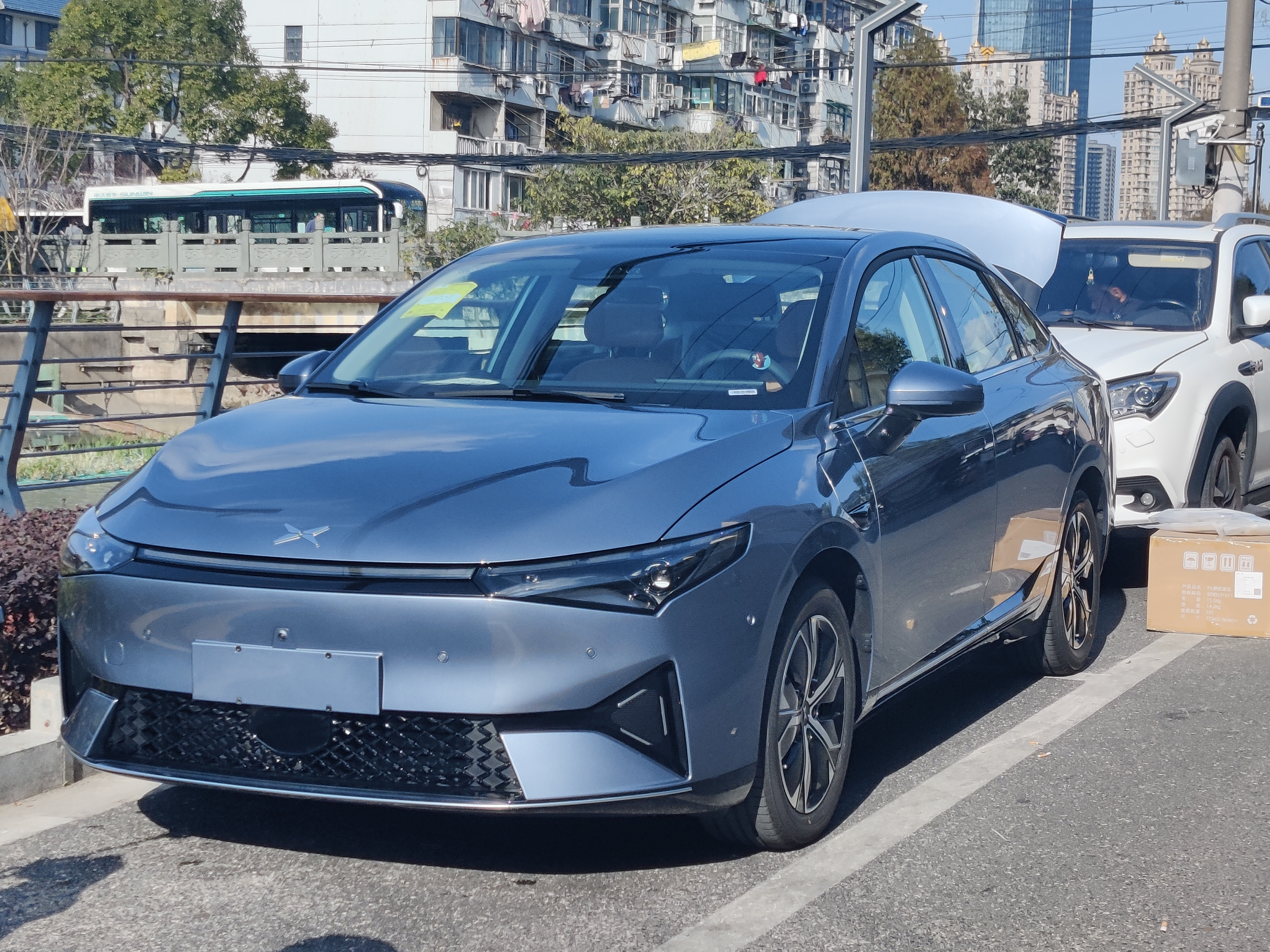
XPeng P5

## Chiffres de vente
| Année | Ventes mondiales du constructeur XPeng | Ventes mondiales du constructeur XPeng | Ventes mondiales du constructeur XPeng | Ventes mondiales du constructeur XPeng | Ventes mondiales du constructeur XPeng | Ventes mondiales du constructeur XPeng | Ventes mondiales du constructeur XPeng | Ventes mondiales du constructeur XPeng | Ventes mondiales du constructeur XPeng | Ventes mondiales du constructeur XPeng | Ventes mondiales du constructeur XPeng | Ventes mondiales du constructeur XPeng | Ventes mondiales du constructeur XPeng | Ventes mondiales du constructeur XPeng | Ventes mondiales du constructeur XPeng | Ventes mondiales du constructeur XPeng | Ventes mondiales du constructeur XPeng | Ventes mondiales du constructeur XPeng | Ventes mondiales du constructeur XPeng | Ventes mondiales du constructeur XPeng | Ventes mondiales du constructeur XPeng | Ventes mondiales du constructeur XPeng | Ventes mondiales du constructeur XPeng | Ventes mondiales du constructeur XPeng | Ventes mondiales du constructeur XPeng | Ventes mondiales du constructeur XPeng | Ventes mondiales du constructeur XPeng | Ventes mondiales du constructeur XPeng | Ventes mondiales du constructeur XPeng | Ventes mondiales du constructeur XPeng | Ventes mondiales du constructeur XPeng | Ventes mondiales du constructeur XPeng | Ventes mondiales du constructeur XPeng | Ventes mondiales du constructeur XPeng | Ventes mondiales du constructeur XPeng | Ventes mondiales du constructeur XPeng | Ventes mondiales du constructeur XPeng | Ventes mondiales du constructeur XPeng | Ventes mondiales du constructeur XPeng | Ventes mondiales du constructeur XPeng | Ventes mondiales du constructeur XPeng | Ventes mondiales du constructeur XPeng | Ventes mondiales du constructeur XPeng | Ventes mondiales du constructeur XPeng | Ventes mondiales du constructeur XPeng | Ventes mondiales du constructeur XPeng | Ventes mondiales du constructeur XPeng | Ventes mondiales du constructeur XPeng | Ventes mondiales du constructeur XPeng | Ventes mondiales du constructeur XPeng | Ventes mondiales du constructeur XPeng | Ventes mondiales du constructeur XPeng | Ventes mondiales du constructeur XPeng |
| ----- | -------------------------------------- | -------------------------------------- | -------------------------------------- | -------------------------------------- | -------------------------------------- | -------------------------------------- | -------------------------------------- | -------------------------------------- | -------------------------------------- | -------------------------------------- | -------------------------------------- | -------------------------------------- | -------------------------------------- | -------------------------------------- | -------------------------------------- | -------------------------------------- | -------------------------------------- | -------------------------------------- | -------------------------------------- | -------------------------------------- | -------------------------------------- | -------------------------------------- | -------------------------------------- | -------------------------------------- | -------------------------------------- | -------------------------------------- | -------------------------------------- | -------------------------------------- | -------------------------------------- | -------------------------------------- | -------------------------------------- | -------------------------------------- | -------------------------------------- | -------------------------------------- | -------------------------------------- | -------------------------------------- | -------------------------------------- | -------------------------------------- | -------------------------------------- | -------------------------------------- | -------------------------------------- | -------------------------------------- | -------------------------------------- | -------------------------------------- | -------------------------------------- | -------------------------------------- | -------------------------------------- | -------------------------------------- | -------------------------------------- | -------------------------------------- | -------------------------------------- | -------------------------------------- | -------------------------------------- |
| Année |                                        |                                        |                                        |                                        | 20 000                                 |                                        |                                        |                                        | 40 000                                 |                                        |                                        |                                        | 60 000                                 |                                        |                                        |                                        | 80 000                                 |                                        |                                        |                                        | 100 000                                |                                        |                                        |                                        | 120 000                                |                                        |                                        |                                        | 140 000                                |                                        |                                        |                                        | 160 000                                |                                        |                                        |                                        | 180 000                                |                                        |                                        |                                        | 200 000                                |                                        |                                        |                                        | 220 000                                |                                        |                                        |                                        | 240 000                                |                                        |                                        |                                        | 260 000                                |
| 2018  | 371                                    |                                        |                                        |                                        |                                        |                                        |                                        |                                        |                                        |                                        |                                        |                                        |                                        |                                        |                                        |                                        |                                        |                                        |                                        |                                        |                                        |                                        |                                        |                                        |                                        |                                        |                                        |                                        |                                        |                                        |                                        |                                        |                                        |                                        |                                        |                                        |                                        |                                        |                                        |                                        |                                        |                                        |                                        |                                        |                                        |                                        |                                        |                                        |                                        |                                        |                                        |                                        |                                        |
| 2019  | 16 608                                 | 16 608                                 | 16 608                                 | 16 608                                 |                                        |                                        |                                        |                                        |                                        |                                        |                                        |                                        |                                        |                                        |                                        |                                        |                                        |                                        |                                        |                                        |                                        |                                        |                                        |                                        |                                        |                                        |                                        |                                        |                                        |                                        |                                        |                                        |                                        |                                        |                                        |                                        |                                        |                                        |                                        |                                        |                                        |                                        |                                        |                                        |                                        |                                        |                                        |                                        |                                        |                                        |                                        |                                        |                                        |
| 2020  | 22 524                                 | 22 524                                 | 22 524                                 | 22 524                                 | 22 524                                 | 22 524                                 |                                        |                                        |                                        |                                        |                                        |                                        |                                        |                                        |                                        |                                        |                                        |                                        |                                        |                                        |                                        |                                        |                                        |                                        |                                        |                                        |                                        |                                        |                                        |                                        |                                        |                                        |                                        |                                        |                                        |                                        |                                        |                                        |                                        |                                        |                                        |                                        |                                        |                                        |                                        |                                        |                                        |                                        |                                        |                                        |                                        |                                        |                                        |
| 2021  | 98 619                                 | 98 619                                 | 98 619                                 | 98 619                                 | 98 619                                 | 98 619                                 | 98 619                                 | 98 619                                 | 98 619                                 | 98 619                                 | 98 619                                 | 98 619                                 | 98 619                                 | 98 619                                 | 98 619                                 | 98 619                                 | 98 619                                 | 98 619                                 | 98 619                                 | 98 619                                 |                                        |                                        |                                        |                                        |                                        |                                        |                                        |                                        |                                        |                                        |                                        |                                        |                                        |                                        |                                        |                                        |                                        |                                        |                                        |                                        |                                        |                                        |                                        |                                        |                                        |                                        |                                        |                                        |                                        |                                        |                                        |                                        |                                        |
| 2022  | 121 502                                | 121 502                                | 121 502                                | 121 502                                | 121 502                                | 121 502                                | 121 502                                | 121 502                                | 121 502                                | 121 502                                | 121 502                                | 121 502                                | 121 502                                | 121 502                                | 121 502                                | 121 502                                | 121 502                                | 121 502                                | 121 502                                | 121 502                                | 121 502                                | 121 502                                | 121 502                                | 121 502                                | 121 502                                |                                        |                                        |                                        |                                        |                                        |                                        |                                        |                                        |                                        |                                        |                                        |                                        |                                        |                                        |                                        |                                        |                                        |                                        |                                        |                                        |                                        |                                        |                                        |                                        |                                        |                                        |                                        |                                        |
| 2023  | 142 954                                | 142 954                                | 142 954                                | 142 954                                | 142 954                                | 142 954                                | 142 954                                | 142 954                                | 142 954                                | 142 954                                | 142 954                                | 142 954                                | 142 954                                | 142 954                                | 142 954                                | 142 954                                | 142 954                                | 142 954                                | 142 954                                | 142 954                                | 142 954                                | 142 954                                | 142 954                                | 142 954                                | 142 954                                | 142 954                                | 142 954                                | 142 954                                | 142 954                                |                                        |                                        |                                        |                                        |                                        |                                        |                                        |                                        |                                        |                                        |                                        |                                        |                                        |                                        |                                        |                                        |                                        |                                        |                                        |                                        |                                        |                                        |                                        |                                        |